# Xã Victory, Quận Lake of the Woods, Minnesota
Xã Victory (tiếng Anh: Victory Township) là một xã thuộc quận Lake of the Woods, tiểu bang Minnesota, Hoa Kỳ. Năm 2010, dân số của xã này là 7 người.